# Потери США в гражданской войне в Сальвадоре
Гражданская война в Сальвадоре между правительством страны и партизанскими силами социалистической и коммунистической ориентации, объединёнными во Фронт национального освобождения имени Фарабундо Марти, продолжалась с 1979 по 1992 год и завершилась в 1993 году, после подписания мирного соглашения в Чапультепеке.

## Общие сведения об участии США в войне в Сальвадоре

штаб-сержант сил специальных операций США Gregory A. Fronius на занятии по огневой подготовке военнослужащих сальвадорской армии (застрелен 31 марта 1987)

После военного переворота 15 октября 1979 года положение в стране осложнилось. В столице начались волнения и демонстрации протеста. 30 октября 1979 года около 300 человек окружили посольство США и попытались проникнуть на его территорию, но были разогнаны солдатами сальвадорской армии и охранявшими посольство морскими пехотинцами США с применением слезоточивого газа. Во время этих событий неизвестный выстрелил в одного из морских пехотинцев США, который получил ранение в голову, не угрожавшее его жизни (пуля повредила ушную раковину). В ноябре 1979 года из США в Сальвадор прибыла миссия MTT в составе шести человек, для обучения правительственных сил безопасности борьбе с массовыми беспорядками.
Опасавшееся возникновения «второй Никарагуа», правительство США оказывало значительную организационную, финансовую, материальную и военную помощь правительству Сальвадора. В 1981 году администрация Р. Рейгана провозгласила Сальвадор «полем сражения с международным коммунизмом». Только в 1983—1985 гг. правительство Сальвадора получило свыше 1 млрд долларов. Дополнительно США предоставляли вооружение и военное снаряжение для переформирования правительственных войск.
7 января 1980 года в Сальвадор были направлены первые 19 военных советников США (группа OPATT), впоследствии их количество было увеличено — сначала до 55 (количество, разрешённое конгрессом США), а к 1987 году их было свыше 150, при этом часть официально не считались военнослужащими (чтобы обойти установленное конгрессом ограничение). В частности, в число 55 военных советников и инструкторов не были включены медицинские инструкторы, морские пехотинцы из подразделения охраны посольства США в Сальвадоре, экипажи вертолётов, официальные представители министерства обороны США и вспомогательный персонал военной миссии США в Сальвадоре.
- в июле 1987 года, в ходе слушаний по делу «иран-контрас» стало известно о том, что в период до 1985 года подготовленные ЦРУ США агенты были включены в состав обученных сотрудниками ЦРУ «подразделений дальней разведки» GOE, которые действовали в глубине территорий, контролируемых повстанцами ФНОФМ. Эти агенты ЦРУ также не были включены в число 55 военных советников и инструкторов США в Сальвадоре[7]. В октябре 2007 года журнал "Soldier of Fortune" опубликовал интервью c одним из агентов, который сообщил, что на территории Сальвадора они имели специальные удостоверения Salvo I.D., которые предоставляли им право на постоянное ношение оружия[8]
- также, на территории Сальвадора находились американские наёмники, нанятые в качестве частных охранников. В октябре 1983 года стало известно, что уроженец штата Флорида, бывший морской пехотинец США Лоуренс Бейли входил в группу из 40 американских наёмников, нанятых богатыми сальвадорскими семьями для защиты их плантаций[9][10].

Территория страны была разделена на шесть «военных зон», в каждой из которой размещалась одна армейская бригада — при штабе каждой бригады находились три военных советника США. Повышением эффективности работы местных разведывательных органов — «Агентства безопасности Сальвадора» (ANSESAL), 12 ноября 1979 года реорганизованного в «Агентство национальной информации» (ANI) занимались свыше 30 штатных сотрудников ЦРУ США (23 января 2025 года президент США Дональд Трамп подписал решение рассекретить часть архивных документов о убийстве президента Дж. Ф. Кеннеди в 1963 году, после опубликования которых в марте 2025 года стало известно, что в Сан-Сальвадоре была создана и действовала резидентура ЦРУ, находившаяся в подчинении отдела "Western Hemisphere Division").
В середине февраля 1982 года в средствах массовой информации появились фотоснимки военных советников США, вооружённых автоматами М-16. После этого, посол США в Сальвадоре Дин Хилтон выступил с заявлением, что автоматы у военных советников являются оружием самообороны и их наличие не означает, что американцы будут участвовать в боевых действиях таким же образом, как это делали военные советники США во Вьетнаме (однако сфотографированный с оружием в сельской местности подполковник Harry Melander после этого происшествия был отправлен в США).
С февраля 1984 года самолёты ВВС США начали регулярные разведывательные полёты над территорией Сальвадора с предоставлением информации правительственным силам (ранее такие операции носили эпизодический характер). В октябре 1984 года США признали, что ведут в Сальвадоре круглосуточную разведку — особенно провинций, контролируемых ФНОФМ. Кроме того, находившийся на территории Сальвадора персонал США участвовал в деятельности против Никарагуа (участие в деятельности против Никарагуа с территории Сальвадора и Гондураса было официально признано в сентябре 1984 года - после гибели на территории Никарагуа двух граждан США).
Всего, в военно-гражданских операциях США на территории Сальвадора участвовало свыше 5 тыс. граждан США, в 1996 году право на награждение медалью «Armed Forces Expeditionary Medal» получили военнослужащие США, которые участвовали в операциях США на территории Сальвадора в период с 1 января 1981 года до 1 февраля 1992 года

## Сведения о потерях США в Сальвадоре

### Потери военнослужащих и сотрудников спецслужб США
- 6 марта 1981 года в результате неосторожного обращения с оружием получил ранение военный советник США, который был отправлен на лечение в зону Панамского канала. Он стал первым военнослужащим США, пострадавшим в ходе миссии в Сальвадоре[19]
- 3 июля 1982 - в авиакатастрофе легкомоторного самолёта Piper PA-28 Cherokee, разбившегося после взлёта с авиабазы Ла-Уньон, были травмированы два военнослужащих ВМС США из состава группы военных советников США в Сальвадоре. Представитель министерства обороны США официально признал инцидент, однако отказался сообщить имена пострадавших по соображениям безопасности[20]
- 2 февраля 1983 - в 45 милях к востоку от Сан-Сальвадора, в районе моста Кускатлан на Панамериканском шоссе повстанцы ФНОФМ обстреляли вертолёт UH-1H ВВС Сальвадора, в результате был ранен находившийся в вертолёте военный советник США по техническим вопросам, «зелёный берет»[21] штаб-сержант Jay Thomas Stanley[22]. Посольство США в Сальвадоре официально сообщило, что это первый раненый военнослужащий США в Сальвадоре[23]
- март 1983 – посольство США в Сальвадоре официально признало, что в Сальвадоре ранен ещё один военный советник США[24]
- 25 мая 1983 – на территории столичного университета в Сан-Сальвадоре был застрелен американский военный советник, лейтенант-коммандер ВМС США Albert A. Schaufelberger III[25]
- 19 октября 1984 - к северу от Сан-Сальвадора[26] врезался в склон вулкана Гуасапа и разбился американский разведывательный самолёт, ЦРУ США подтвердило факт гибели 4 сотрудников[27] (погибли четверо граждан США[28] - Curtis R. Wood, Richard C. Spicer, Scott Van Lieshout[29] и ещё один неустановленный сотрудник ЦРУ).
- 19 июня 1985 — в центре Сан-Сальвадора, в увеселительном районе "Zona Rosa" десять «коммандос» PRTC (входивших в состав сил ФНОФМ), одетых в форму солдат правительственной армии Сальвадора, расстреляли из автоматического оружия 12 посетителей ресторана "Chili`s Cafe". Среди убитых были четыре морских пехотинца США[30] (сержант Thomas T. Handwork, сержант Bobby J. Dickson, капрал Gregory H. Webber и капрал Patrick R. Kwiatkowski) и три сотрудника американской компании "Wang Laboratories" (граждане США George Viney и Roberto Alvedrez[31] и гражданин Чили Richard Ernest MacArdi Venturino)[32].
- 16 февраля 1986 – в пригороде Сальвадора застрелен военный советник США Peter Striker Hascall[33].
- 26 марта 1987 — в пяти километрах к северу от города Чинамека (департамент Сан-Мигель)[34] при крушении вертолёта UH-1H ВВС Сальвадора погиб сотрудник ЦРУ США[35] Richard D. Krobock[36].
- 31 марта 1987 – 50 «коммандос» ФНОФМ при поддержке местных сил атаковали казармы 4-й пехотной бригады правительственных войск в Эль-Параисо, в ходе атаки был убит военный советник США, «зелёный берет»[37] штаб-сержант Gregory A. Fronius[6]
- 15 июля 1987 - при попытке эвакуировать с военной базы в городе Ла-Уньон получившего огнестрельное ранение военного советника США по имени Timothy C. Hodge, севернее столицы разбился вертолёт UH-1H[38] армии США, погибли шестеро военнослужащих армии США (John D. Raybon, Gregory J. Paredes, Douglas Lee Adams, Lynn V. Keen, James M. Basile и Joseph L. Lujan)[39] и получил ранения ещё один американский военнослужащий (Thomas G. Grace)[40][41]
- 26 мая 1988 - в помещении клуба "M Club" в центре Сан-Сальвадора в результате неосторожного обращения с револьвером выстрелил в себя и 29 мая 1988 - скончался в госпитале от оказавшегося смертельным ранения капрал морской пехоты США John Raymond MacCaskill Jr.[42]
- 21 ноября 1990 - в департаменте Усулутан был обстрелян с земли военный вертолёт США, который благополучно возвратился на базу, однако один из членов экипажа получил лёгкие ранения[43]
- 2 января 1991 - в пяти милях севернее селения Лолотике (Lolotique, департамент Сан-Мигель)[44] огнём из стрелкового оружия с земли был сбит вертолёт UH-1H 4-го батальона 228-го авиаполка армейской авиации США с тремя военнослужащими США на борту[45], один член экипажа (уоррент-офицер Daniel F. Scott) погиб при крушении, ещё двое: пилот Ernest G. Dawson и военный советник (подполковник David H. Pickett) были застрелены повстанцами[46].

4 января 1991 года представитель госдепартамента США сообщил о потерях американского контингента в Сальвадоре: по официальным данным, в период с 20 января 1981 по 4 января 1991 в Сальвадоре были убиты 17 военнослужащих и сотрудников спецслужб США.
- 25 февраля 1991 - вертолёт UH-1H армии США, взлетевший с авиабазы Илопанго в результате технической неисправности рухнул в озеро Илопанго. Погибли пятеро находившихся на борту военнослужащих США: четверо членов экипажа и один военный советник (подполковник ВВС США James M. Basile)[48].

Таким образом, официально признанные потери контингента США в Сальвадоре (U.S. MilGroup - El Salvador) составляют не менее 27 человек погибшими (в их числе - военнослужащие вооружённых сил США, 8 военных советников и инструкторов и не менее 5 сотрудников ЦРУ США), а также не менее 8 человек ранеными и травмированными.

### Потери среди граждан США, не входивших в состав военной миссии США в Сальвадоре
- 16 декабря 1980 года в Сан-Сальвадоре был застрелен гражданин США Thomas Bracken (отставной полицейский из полицейского управления города Северный Лас-Вегас), который прибыл в Сальвадор как частное лицо и являлся военным советником сальвадорской армии. Информацию о его гибели официально подтвердило столичное управление полиции Сальвадора[50].

Кроме того, в ходе проведения операции "Кобра" по уничтожению партизан в районе границы между Сальвадором и Гондурасом на рубеже 1985 - 1986 года осколком ручной гранаты был ранен ещё один гражданин США - военный инструктор, отставной морской пехотинец Harry Claflin, который не входил в число официального разрешённого конгрессом США военного контингента в Сальвадоре. В дальнейшем, по распоряжению министра обороны Сальвадора он был награждён медалью за участие в бою и медалью за ранение.
Есть основания предполагать, что потери среди граждан США в Сальвадоре несколько выше:
- в июле 1981 года представители ФНОФМ сообщили, что в ходе боев в поселке Аркатао (департамент Чалатенанго) были убиты два военных советника США, принимавшие непосредственное участие в боевых действиях совместно с военнослужащими сальвадорской армии[52] (правительство США не подтверждало, не опровергало и не комментировало эту информацию)
- в марте 1982 года сальвадорское информагентство «SALPRESS» сообщило, что во время столкновения подразделения правительственных войск с повстанцами ФНОФМ в районе селения Чупамьель недалеко от границы с Гондурасом огнестрельное ранение получил американский военный советник[53] (правительство США не подтверждало, не опровергало и не комментировало эту информацию)

### Потери контрактников, не являвшихся гражданами США
Помимо граждан США, в обеспечении деятельности США в Сальвадоре принимали участие лица, не являвшиеся гражданами США, среди которых также имели место потери:
- 16 апреля 1984 в результате операции FPL в Сан-Сальвадоре был застрелен начальник укомплектованного сальвадорцами подразделения охраны в посольстве США в Сальвадоре[54], гражданин Сальвадора Joaquim Alfredo Zapata[55]
- 26 октября 1984 - в результате операции FPL в центре Сан-Сальвадора был застрелен охранник посольства США в Сальвадоре, гражданин Сальвадора Raul Melendez Aquinos[55]
- 12 ноября 1987 года в Сан-Сальвадоре был убит сотрудник посольства США в Сальвадоре, гражданин Сальвадора Billy Mejico Quinteros[56].

### Прочее
- 26 марта 1981 — группа из 12 партизан ФНОФМ обстреляла здание посольства США в Сан-Сальвадоре из автоматов, выстрелила в него из реактивного противотанкового гранатомёта и отступила после того, как охрана посольства открыла по ним огонь. Потерь среди нападавших, охраны посольства и сотрудников посольства не имелось, но граната попала в окно на третьем этаже здания и нанесла повреждения залу для совещаний. Командование ФНОФМ взяло на себя ответственность за атаку и сообщило, что операция проведена в ответ на предоставление правительством США военной помощи правительству Сальвадора[57].
- 29 июля 1981 года в центре Сан-Сальвадора было совершено нападение на автомашину посольства США в Сальвадоре. Нападавшие заставили находившегося в машине водителя-сальвадорца покинуть автомобиль, после чего взорвали бронированный "Jeep Cherokee" зарядом динамита[58]
- 7 октября 1988 возле университета в Сан-Сальвадоре мужчина в гражданской одежде несколько раз выстрелил из 9-мм револьвера в автомобиль посольства США, в котором находились два охранника посольства (граждане Сальвадора). В автомашину попали две пули, но ни один из охранников не пострадал. ФНОФМ взял на себя ответственность за это нападение[59].